# 658
Cette page concerne l'année 658  du calendrier julien. Pour l'année 658 av. J.-C., voir 658 av. J.-C.
L'année 658 est une année commune qui commence un lundi.

## Événements

### Proche-Orient
- Janvier : arbitrage d'Edhroh[1] (ou Adhruh, en Jordanie actuelle). Muawiya, destitué de son poste de gouverneur de Damas, lève 100 000 hommes dirigés par Amr contre Ali. Le combat, à peine engagé à la bataille de Siffin sur l’Euphrate (juillet 657), est suspendu (refus des kharidjites de participer) et deux juges proclament la déchéance d’Ali. Les kharidjites (« dissidents ») s’opposent aux deux partis, considérant que les croyants seuls doivent choisir le calife selon son mérite et au nom de Dieu.
- Avril : Muawiya est reconnu calife en Syrie[1].
- 17 juillet : massacre des Kharidjites par les troupes d'Ali à la bataille de Nahrawân près de l'actuelle Bagdad à l'est du Tigre[2].
- Juillet : Muawiya s'empare de l'Égypte[1].

### Europe
- Le basileus Constant II lutte contre les îlots slavisés en Épire pour dégager Thessalonique. Il fait de nombreux prisonniers dont une partie est sans doute transplantée en Asie Mineure[3].
- Ébroïn devient maire du palais du royaume franc de Neustrie[4]. Il prétend dominer l’aristocratie, empêcher l’hérédité des familles palatines et élever aux emplois des gens de basse naissance qui lui doivent tout. Il se heurte aux grandes familles dirigés par Saint Léger, futur évêque d’Autun (659).
- Félix devient patrice d’Aquitaine (658/660-672)[5].
- Après la mort de Samo, roi des Wendes, son domaine, le premier État slave de l’Histoire, se désagrège[6]. Les Avars rétablissent leur domination sur la frontière du Danube, mais sont déjà entrés en décadence. Une principauté slovène se forme en Carantanie autour du château de Krn (Karnburg (de), appelé au XIe siècle « Civitas Carantana »)[7].
- Le concile de Nantes interdit aux femmes d'entrer dans le chœur et d'assister aux assemblées publiques si elles n'y sont pas convoquées par le roi.

## Décès en 658
- Erchinoald, maire du Palais de Dagobert Ier, puis régent de Neustrie[4].
- Samo, roi des Wendes[6].